# قبة الشيخ جنيد
قبة الشيخ جنيد (بالفارسية: گنبد شیخ جنید) هي قبة تاريخية تعود من القرن السادس الهجري إلى القرن الثامن الهجري، وتقع في مقاطعة تفت.